# 오즈 폭스
리처드 알폰소 마르티네스 (1961년 6월 18일 출생), 예명 오즈 폭스로 더 잘 알려진 그는 크리스천 글램 메탈 밴드 스트라이퍼의 리드 기타 연주자이다. 마르티네스의 고등학교 친구들은 스트라이퍼 시절 이전에 블랙 사바스 커버곡을 연주하면서 오지 오스본의 보컬을 모방하는 그의 능력 때문에 오스본을 기리기 위해 그를 오즈라고 불렀다. 그는 1983년 스위트 형제에 의해 스크라이퍼를 결성하기 위해 영입되었다. 밴드의 창립 멤버로서 폭스는 1992년 밴드가 처음 해체될 때까지 스트라이퍼와 함께 음반을 녹음하고 투어를 했지만, 그 이후로 밴드에 다시 합류했다.

## 배경
폭스는 1961년 6월 18일 리처드 조셉 마르티네스와 제시 마리아 마르티네스 사이에서 휘티어 (캘리포니아주)에서 태어났다. 컨트리를 포함한 다양한 음악 스타일의 아티스트들에게 영향을 받았지만, 폭스의 스타일은 에디 반 헤일런이 개척한 스타일에 큰 영향을 받았다고 가장 잘 설명할 수 있다. 폭스는 스트라이퍼 공연 전에 반 헤일런의 "I'm The One"을 한 음 한 음 연주하며 몸을 풀곤 했다. 그는 조지 린치, 워렌 드 마티니, 제이크 E. 리, 믹 마스, 토니 팔라시오스와 같은 동료들과 함께 탭핑, 스위핑, 스트링 스키핑, 그리고 거친 트레몰로 사용을 많이 통합하는 LA 기타리스트 트렌드에 합류했다. 폭스는 스트라이퍼와 함께 기타 솔로의 절반을 녹음했으며, 추가적으로 그룹을 위한 백 보컬도 제공했다. 그는 나중에 창립 멤버인 마이클 스위트가 밴드를 떠나 솔로 경력을 추구하기로 결정한 후 1992년에 4개월 동안 메인 보컬을 맡았다. 폭스가 리드 보컬을 맡으면서 트리오는 유럽에서 두 번의 짧은 투어를 했다.
스트라이퍼 이후 폭스는 자신의 밴드인 SinDizzy를 포함한 여러 프로젝트에서 연주했으며, 그곳에서 리듬 기타를 연주하고 리드 보컬을 불렀다. 1998년 He's Not Dead라는 앨범을 발매한 SinDizzy에는 전 스트라이퍼 베이시스트 팀 게인스, 드러머 존 보카네그라, LA 기타리스트 바비 맥닐이 포함되었다. SinDizzy는 폭스에게 이전 작업과는 매우 다른 관점에서 작곡과 연주를 탐구할 수 있게 해주었기 때문에 폭스에게는 새로운 시도였다. 하지만 SinDizzy는 첫 '스트라이퍼 엑스포'에서 생성된 광범위한 수용과 흥분 이후 폭스와 게인스가 2003년 앨범 7을 지원하기 위해 스트라이퍼의 재결합에 다시 합류하도록 요청받으면서 활동이 중단되었다. 게인스는 밴드를 떠나기로 결정했지만, 폭스는 로버트와 마이클 스위트 형제, 그리고 새로운 베이시스트인 트레이시 페리와 나중에 페리 리처드슨과 함께 여전히 그룹과 함께 녹음하고 투어 중이다. 폭스의 최신작은 2018년 4월에 발매된 스트라이퍼의 God Damn Evil 앨범과 2020년의 Even the Devil Believes이다.

## 기타 활동
폭스는 JCTV에서 "Rewind"를 진행했다.
2006년, 그는 밴드 Bloodgood에 합류하여 여러 기독교 록 페스티벌에서 그들과 함께 공연했다.
폭스는 머리에타의 최근 HMMA 수상 메탈 밴드 Fellguard와 란초 쿠카몽가의 Fiasco (이전에는 Understated로 알려짐)를 포함한 남부 캘리포니아의 아티스트 및 밴드를 개발하는 데 도움을 주었다.
2006년부터 2009년까지 폭스는 패서디나의 작은 음악 상점인 Groovin on Music에서 개인 음악 레슨을 했다.
2008년부터 폭스는 록 그룹 Angel의 프랭크 디 미노가 피처링한 라스베이거스 기반의 클래식 록 밴드 "Playground"에 합류했다. Playground는 그 이후로 다른 멤버들을 고용했지만, 그와 디 미노는 현재 라스베이거스에서 Vinyl Tattoo라는 트리뷰트 밴드에서 연주한다.
2014년, 그는 오클라호마 크리스천 메탈 밴드 Chaotic Resemblance의 첫 정규 앨범 "Get the Hell Out"을 제작했다.

## 개인 생활
폭스는 2009년 6월 5일 네바다주 라스베이거스에서 16년간의 전직 성노동자에서 복음주의 기독교인으로 전향한 애니 로버트와 결혼했다. 이 결혼식은 인터넷으로 생중계되었다. 로버트는 아직 거리에서 성노동자를 위한 사역을 하고 있으며, "Hookers for Jesus"라고 불린다.
2018년 8월, 폭스는 라스베이거스에서 공연 중 발작을 일으켜 병원으로 이송되었다. 그곳에서 그의 머리에서 두 개의 덩어리가 발견되었다.
2021년 3월, 폭스는 병원에 입원하여 청력 손실, 균형 문제, 시력 상실 가능성 및 척추 문제의 위험을 줄이기 위해 귀 근처의 종양을 치료하는 뇌 수술을 받았다. 그러나 수술 후 폭스는 왼쪽 귀의 청력 손실을 겪었다.

## 음반 목록

### Bloodgood
- 2009: Live in Norway DVD, Bloodgood (리드 기타 & 보컬)
- 2013: Dangerously Close, Bloodgood (리드 기타 & 보컬)

### 게스트 참여
- 1989: I 2 (EYE), 마이클 W. 스미스 ("All You're Missin' Is a Heartache" 보컬)
- 1989: First Watch, Guardian ("Hyperdrive" 리드 & 보컬)
- 1994: Scarecrow Messiah, Bride ("Doubt" 기타)
- 2000: Truth, 마이클 스위트 ("The Ever After" 기타)
- 2020: Truth in Unity, Chris Catena's Rock City Tribe ("My Angel" 기타)

### 기타 작업
- 1998: SinDizzy, SinDizzy (리드 보컬 & 기타)

### 추가 자료
- Christensen, Brett (March–April 1997). 《Stryper: Can't Stop The Rock?》. 《HM Magazine》. ISSN 1066-6923. 2000년 9월 18일에 원본 문서에서 보존된 문서. 2007년 4월 30일에 확인함.